# Gaudinia coarctata
Gaudinia coarctata är en gräsart som först beskrevs av Heinrich Friedrich Link, och fick sitt nu gällande namn av Théophile Alexis Durand och Schinz. Gaudinia coarctata ingår i släktet axhavren, och familjen gräs. Inga underarter finns listade i Catalogue of Life.